# Огни большого города
«Огни большого города» (англ. City Lights: A Comedy Romance in Pantomime) — классический кинофильм Чарльза Чаплина в жанре романтической трагикомедии. Фильм является немым, хотя и снят по окончании эпохи немого кино; при этом сопровождается музыкой и звуковыми эффектами.
Картина занимает первое место в списке среди 10 лучших романтических комедий по версии Американского института киноискусства. В 1991 году лента была включена в Национальный реестр фильмов США.

## Сюжет
Бродяга, скитаясь по городу, встречает слепую девушку, торгующую цветами. Девушка слышит звук открываемой двери припаркованного рядом автомобиля и, думая, что перед ней покупатель, протягивает ему цветок, но роняет его. Бродяга поднимает цветок, но девушка, встав на колени, руками ищет его. 
Бродяга понимает, что она слепа, и помогает ей встать. Он отдаёт ей за цветок последние деньги, не взяв сдачу. В момент его ухода снова хлопает дверь уже уезжающего автомобиля. Слепая девушка думает, что цветок у неё купил богач.
Бродяга спасает жизнь эксцентричному миллионеру, пытавшемуся в минуту пьяной депрессии покончить с собой. Когда миллионер бывает пьян, он относится к Бродяге как к своему лучшему другу. Протрезвев, он не помнит его и выбрасывает из своего особняка. Бродяга узнает, что операция в глазной клинике в Вене может вернуть девушке зрение. Чтобы заработать деньги на эту поездку, он пробует разные пути — недолго подметает улицы и неудачно боксирует на ринге; но потом снова случайно встречает пьяного, а потому неслыханно щедрого миллионера. К несчастью, миллионер даёт ему деньги как раз в тот момент, когда в его особняк проникли грабители. Получив удар по голове от одного из них, миллионер снова забывает Бродягу, и на того падает подозрение в краже. Он успевает сбежать и отдать деньги слепой девушке, прежде чем его забирают в тюрьму.
Бродяга выходит из тюрьмы ещё более жалким, чем был раньше. Тем временем девушка, вылечившись, открыла цветочный магазин. Она никогда не видела своего благодетеля и мечтает о встрече с ним. Она представляет его себе богатым и красивым. Бродяга случайно оказывается перед её магазином и с радостью разглядывает исцелившуюся девушку. Когда она, движимая жалостью, подходит к нему, чтобы дать ему монету и цветок, он пытается бежать, стыдясь себя и боясь заговорить с ней. Но она касается его руки и узнаёт его. Они пристально смотрят друг на друга. «Вы?» — спрашивает она. Он кивает: «Теперь вы видите?».

## В ролях
- Чарльз Чаплин — Бродяга
- Вирджиния Черрилл — слепая девушка
- Флоренс Ли — бабушка слепой девушки
- Гарри Майерс — эксцентричный миллионер
- Аллан Гарсия — Джеймс, дворецкий в особняке миллионера
- Хэнк Манн — боксёр
- Эдди Бейкер — рефери
- Генри Бергман — мэр города / сосед слепой девушки
- Альберт Остин — дворник / грабитель
- Джо Ван Метер — грабитель
- Роберт Пэрриш — мальчишка-газетчик
- Джин Харлоу — девушка в ресторане
- Бастер Броди — лысый гость на вечеринке
- Джон Рэнд — бродяжка
- Гренвилль Редмонд — скульптор

## Работа над фильмом
Чаплин писал о сюжете фильма:
Сюжет фильма мне подсказала история циркового клоуна, потерявшего зрение в результате несчастного случая. У него была маленькая дочка, очень болезненная и нервная, и перед выпиской из больницы врач предупредил его, что он должен скрывать слепоту от дочери до тех пор, пока она не окрепнет достаточно, чтобы вынести этот удар, который будет ей сейчас не по силам. Дома клоун ходил по комнате, спотыкаясь, наталкиваясь на мебель, а девочка весело смеялась. Однако все это было слишком уж сентиментально, и в «Огнях большого города» слепота клоуна перешла к девушке-цветочнице.
Производство картины откладывалось несколько раз. Съёмки начались 31 декабря 1927 года и продолжались около трех лет. Работа над фильмом шла во время Великой депрессии. К тому времени звуковое кино существовало уже несколько лет, так что у Чаплина появилась возможность самому писать музыку для своих фильмов. Фильм был завершен 22 января 1931 года. Первый показ состоялся 30 января 1931 в Лос-Анджелесе.
В третьей части британского телефильма «Неизвестный Чаплин» (1983) были представлены сохранившиеся рабочие дубли фильма «Огни большого города», показывающие, как менялся авторский замысел и происходил поиск режиссёрских решений в процессе съёмки фильма.
Первая сцена фильма с оброненным цветком снималась пять дней. Перед съёмкой финальной сцены актриса Вирджиния Черрилл, игравшая цветочницу, без спроса уехала в парикмахерскую, и в итоге её со спины продублировала Джорджия Хейл, которая уже снималась у Чаплина в фильме «Золотая лихорадка». В целом же Чаплину было очень трудно работать с Черрилл, и в дальнейшем он с ней не сотрудничал.

## Премьеры
- — 30 января 1931 года состоялась мировая премьера фильма в Лос-Анджелесе[3].
- — европейская премьера фильма прошла 27 февраля 1931 года в Лондоне[3].
- — с 7 марта 1931 года фильм демонстрировался на всей территории Соединённых Штатов[3].
- — фильм демонстрировался в советском кинопрокате с 5 сентября 1936 года, титры — Союзинторгкино, 1936 год[4].